# Joseph Jêrôme Lalande
Joseph Jêrôme Lalande (francès: Joseph-Jérôme Le Français de la Lande)  (Bourg-en-Bresse, 11 de juliol de 1732 - París, 4 d'abril de 1807) fou un matemàtic i astrònom francès del segle xviii.

## Vida

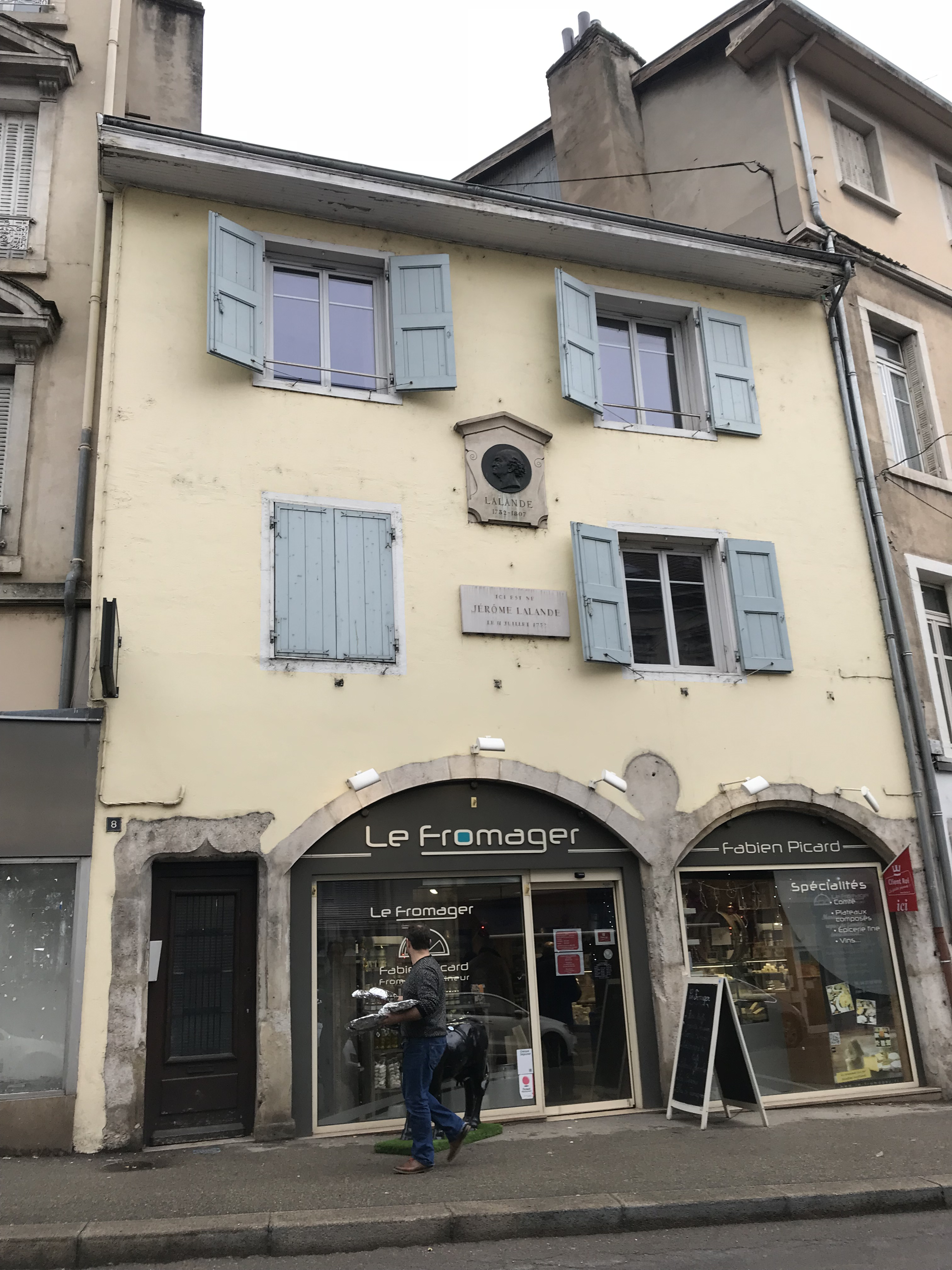
Casa natal de Lalande a Bourg-en-Bresse.

Lalande va néixer a la ciutat francesa de Bourg-en-Bresse (avui dia al departament de l'Ain). Després de ser escolaritzat al col·legi jesuïta de Lió (el Collége de la Trinité), els seus pares el van enviar molt jove a París per estudiar dret, però en la seva estada a l'Hôtel de Cluny va conèixer Joseph-Nicolas Delisle i va assistir a les seves classes d'astronomia al Collège Royale i aviat va esdevenir el seu alumne model; també va assistir a les classes de física de Pierre Lemonnier. Lalande va completar, però, els seus estudis legals a París i va exercir a la seva ciutat natal com a advocat un breu temps.
El 1751 va ser enviat a Berlín per unir-se a un gran projecte per mesurar la paral·laxi lunar des de sis punts diferents, en el més allunyat dels quals (el Cap de Bona Esperança) es trobava el cap del projecte, Nicolas-Louis de Lacaille. Lalande va aprofitar aquesta estada a Berlín per relacionar-se amb Euler, Maupertuis i altres matemàtics i astrònoms, essent admès a l'Acadèmia de les Ciències de Berlín a una edat molt jove.
Va retornar a París el 1753 i ja no es va bellugar d'aquesta ciutat, excepte per dos viatges a Londres i a Roma. Gràcies a la precisió de les seves observacions fetes a Berlín, el 1753 va ser escollit membre de l'Acadèmie des sciences de Paris.

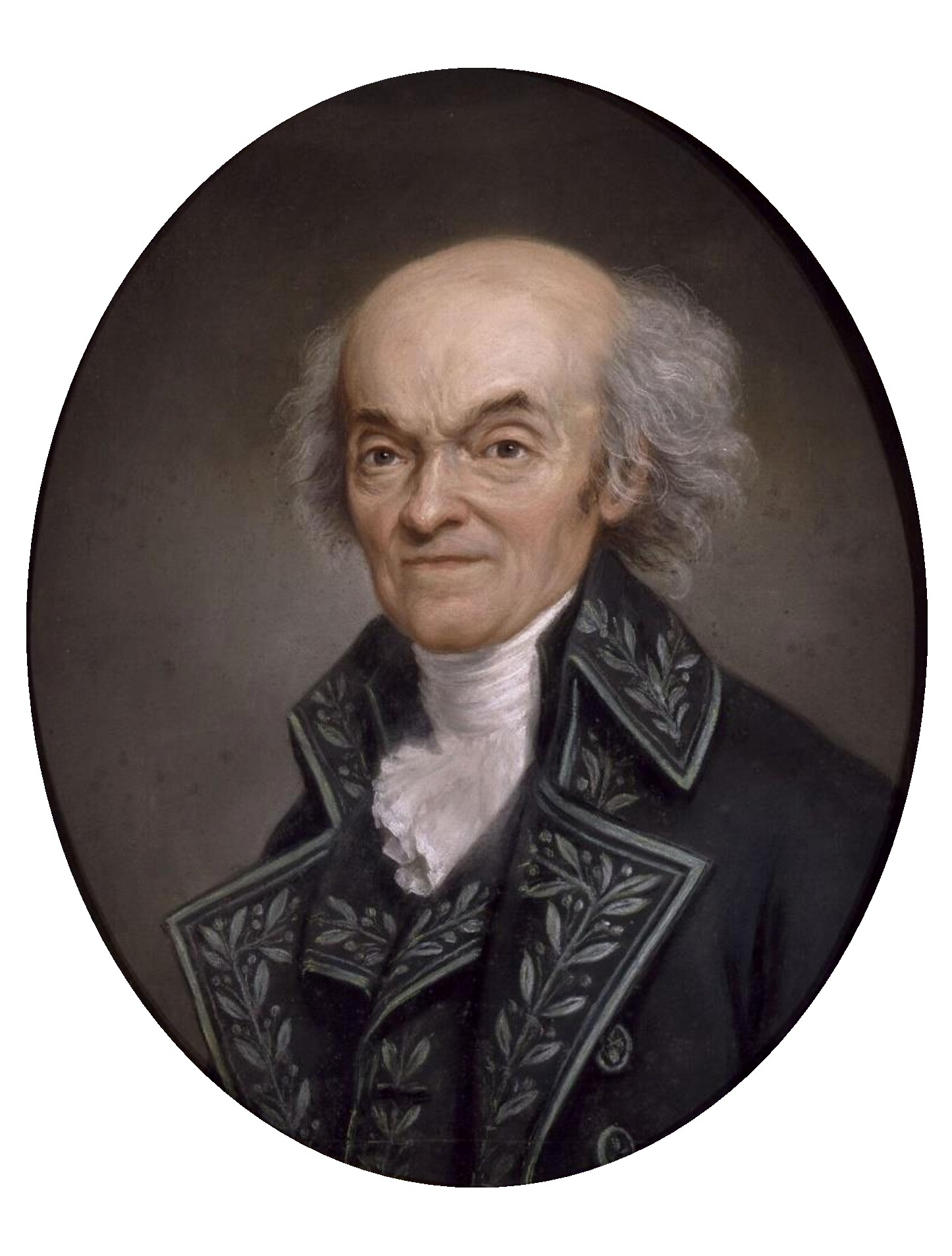
Jérôme Lalande retratat per Joseph Ducreux el 1802 (col·lecció del Palau de Versailles.

A poc a poc es va anar fent un popular astrònom i la seva casa es va convertir en un improvisat seminari; entre els seus alumnes estaven Delambre, Giuseppe Piazzi, Pierre Méchain, i el seu propi nebot Michel Lalande, que es va casar amb la seva filla il·legítima, Amélie Harlay. Tots ells van assolir llocs de treball importants en el camp de l'astronomia i Lalande es va encarregar mantenir viva la seva col·laboració fent les observacions necessàries per a confegir el gran catàleg d'estrelles que era el seu objectiu.
Des de 1760 i durant molts anys, va ser l'editor de l'almanac astronòmic Connaissance des temps, publicat per l'Acadèmie des Sciences, primer, i pel Bureau des Longitudes a partir de 1795, cosa que el va fer famós a tot Europa.
El 1762 va ser nomenat professor d'astronomia del Collège de France i es va convertir en un dels científics més influents de França que va aconseguir maniobrar durant la Revolució Francesa fins a sobreviure a l'arribada de Napoleó al poder. També va mantenir una intensa col·laboració amb els observatoris del Collége Mazarin i de l'École Militaire.
Lalande va ser un francmaçó i el 1776 va ser el principal fundador de la lògia Neuf Sœurs (Nou germanes) del Grand Orient de France amb el recolzament de madame Helvètius, l'esposa de Claude-Adrien Helvétius.
El 1795 va ser un dels membres fundadors del Bureau des Longitudes, en el qual va treballar per articular els camps de l'astronomia i de la navegació marítima. Aquest mateix any també va ser nomenat director de l'Observatori de París, fins aleshores dominat pels Cassini, i on es va encarregar d'allunyar tots els seus deixebles.
Va ser una ateu confés, enemic de tot prejudici humà, fins al punt de menjar aranyes per demostrar que l'aracnofòbia no tenia cap base racional. També va buscar frenèticament la notorietat tota la seva vida, sense parar gaire esment als mètodes per obtenir-la.
Va morir a París el 4 d'abril de 1807.

## Obres
Lalande va tenir una activitat immensa i va comunicar més de 150 articles a l'Acadèmia Francesa de Ciències, va editar l'almanac Connaissance des temps (1759-1774 i 1794-1807). A més, va concloure els dos volums addicionals de la segona edició de la Histoire des mathématiques (1802) que anys abans havia començat Jean-Étienne Montucla.
- Mémoire sur les Équations Séculaires (1757). Es tracta del primer intent reeixit d'explicar l'acceleració aparent del moviment del Sol, la Lluna i d'altres planetes.[16]
- Traité d'astronomie (2 vols., 1764; 2a edició ampliada, 4 vols., 1771–1781; 3rd ed., 3 vols., 1792). Obra destinada sobre tot als joves astrònoms.[17]
- Voyage d'un français en Italie (1769), es tracta d'un valuós registre dels seus viatges des de 1765–1766.
- Histoire céleste française (1801), proporciona les posicions de 50,000 estels.
- Astronomie des dames (1786). Un llibre poc usual, ja que el seu contingut astronòmic roman d'una actualitat sorprenent i es va reeditar catorze vegades en francès, a més de les traduccions,[18] fins al 1830, quan va ser inclòs a l'Index Librorum Prohibitorum, probablement per la defensa i l'elogi de les dones astrònomes, sovint oblidades.[19]
- Abrégé de navigation (1793), en el qual proposa un mètode alternatiu al de les distàncies lunars per calcular la longitud.[20]
- Bibliographie astronomique (1803), una història de l'astronomia des de 1780 fins al 1802.[21]
- Suplemento del Dictionnaire des Athées anciens et modernes (1805) de Sylvain Maréchal.

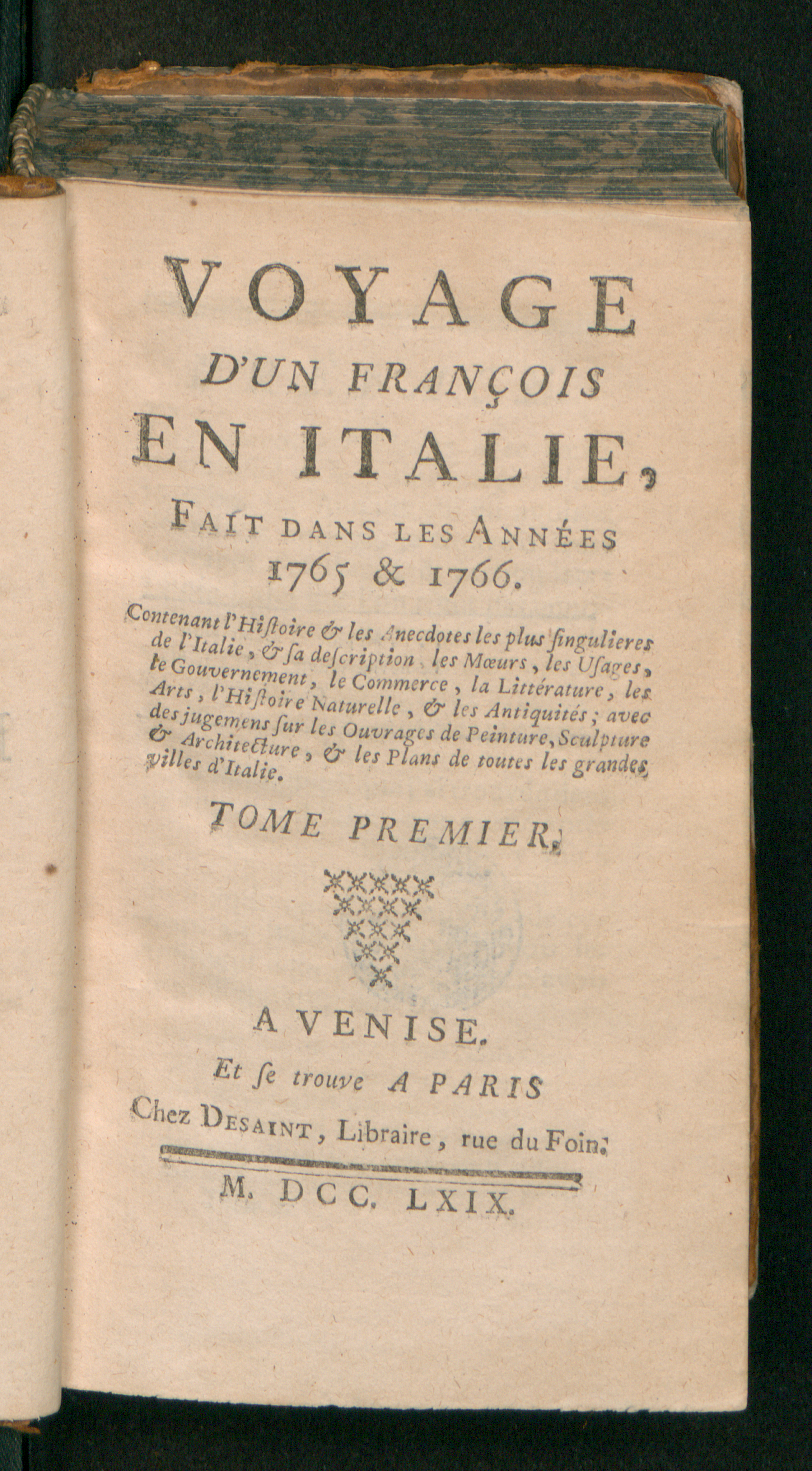
Voyage d'un françois en Italie, fait dans les années 1765 et 1766. Tome premier, 1769
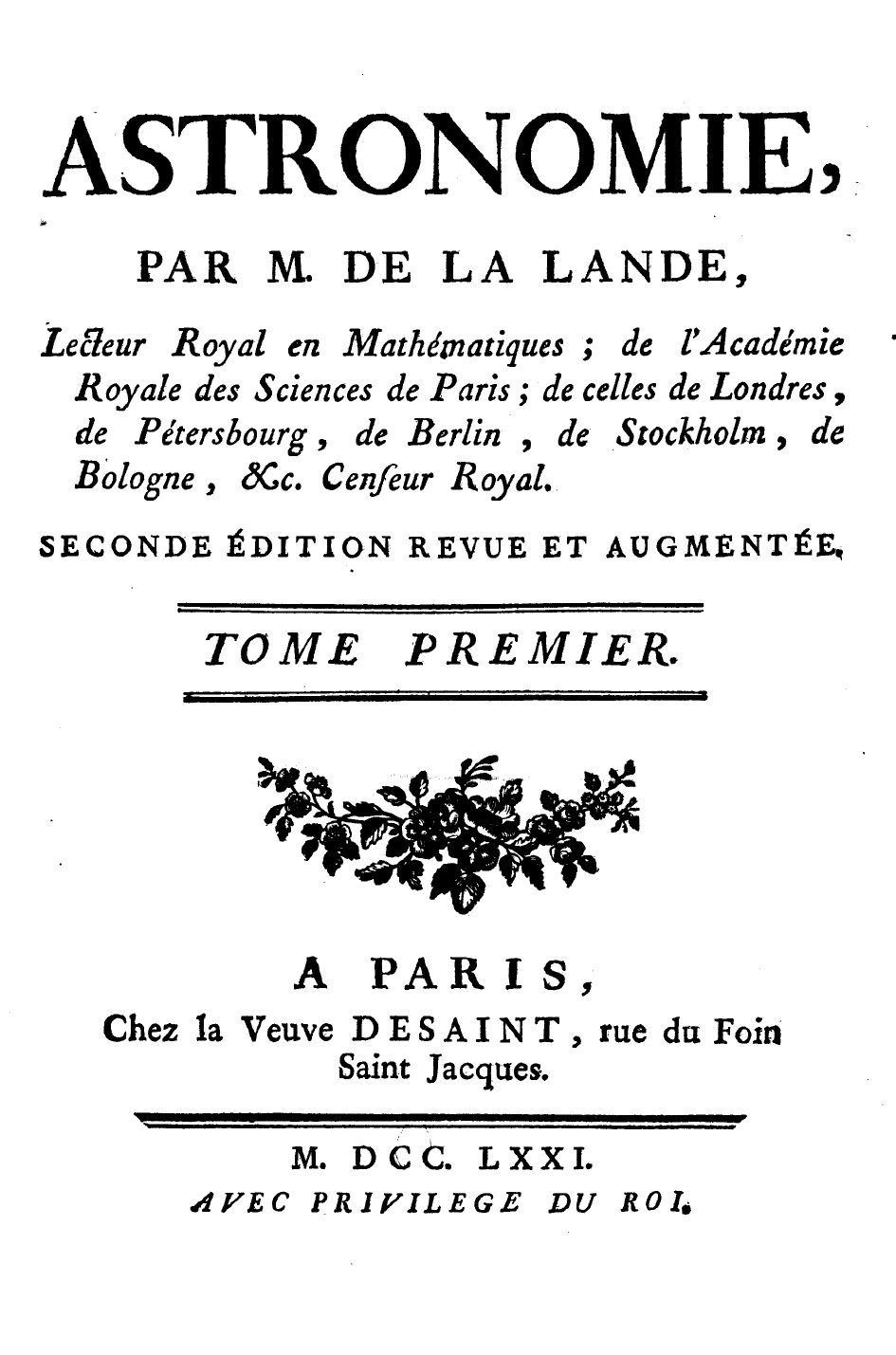
Astronomie, 1771
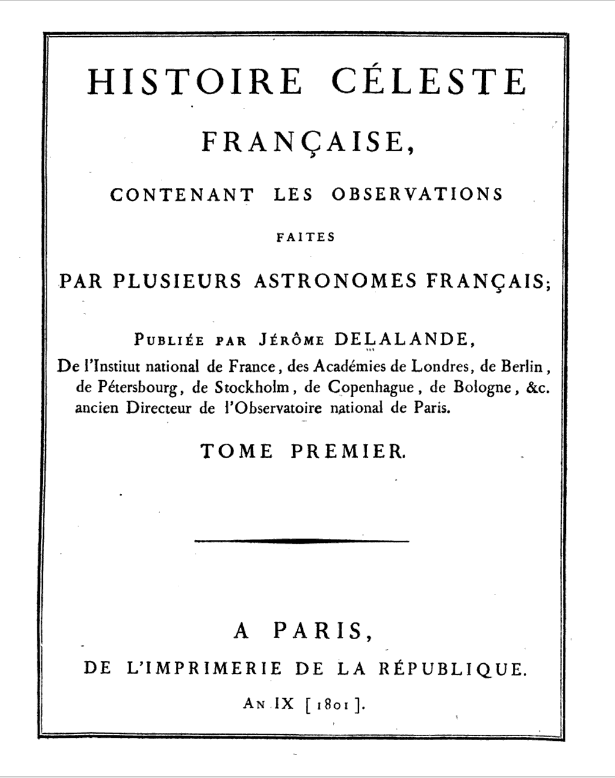
Histoire Céleste Française, 1801
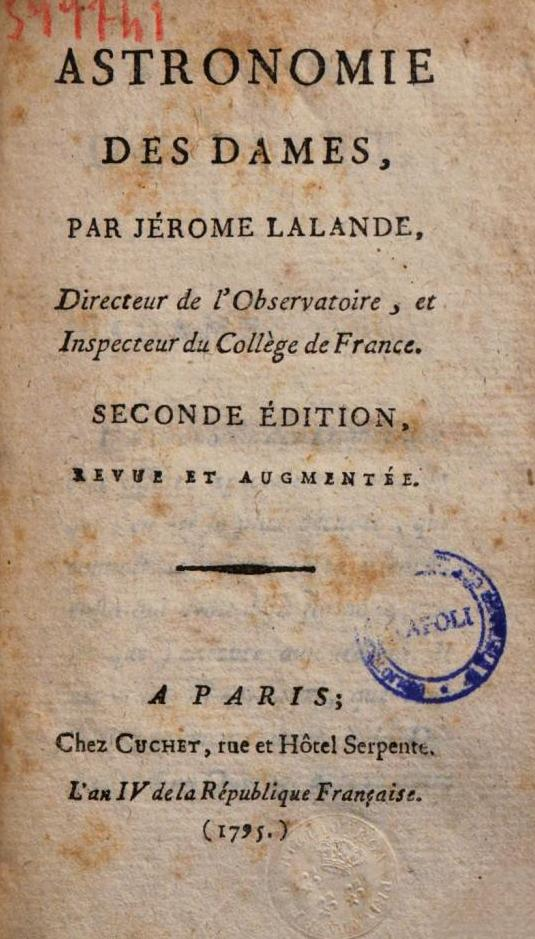
Astronomie des dames, 2a edició, 1795
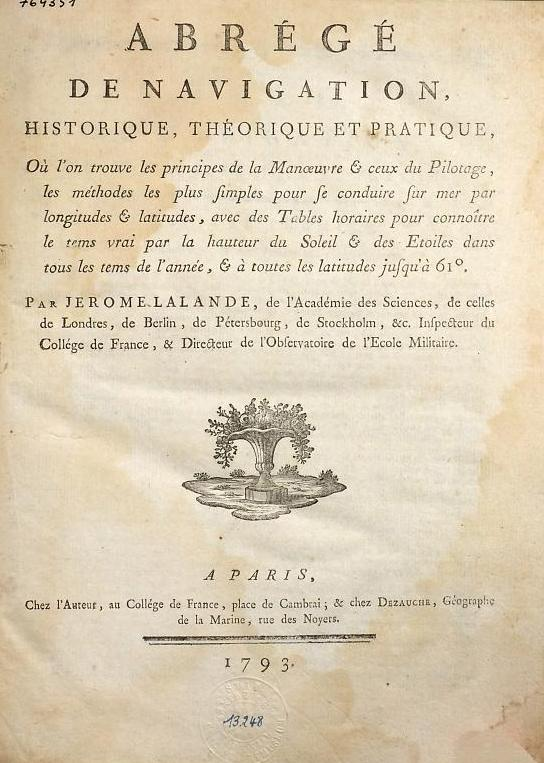
Abrege de Navigation (1793)
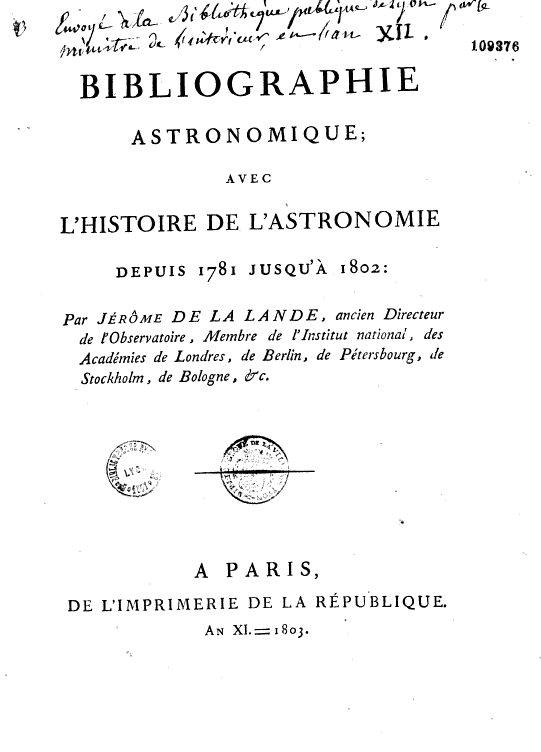
Bibliographie Astronomique (1803)